# NGC 4561
NGC 4561 é uma galáxia espiral barrada (SBcd) localizada na direcção da constelação de Coma Berenices. Possui uma declinação de +19° 19' 18" e uma ascensão recta de 12 horas, 36 minutos e 08,1 segundos.
A galáxia NGC 4561 foi descoberta em 27 de Abril de 1785 por William Herschel.